# Judô nos Jogos da Lusofonia de 2009
O  judô nos Jogos da Lusofonia de 2009 foi disputado na Sala Tejo do Pavilhão Atlântico em Lisboa, Portugal. Foi a primeira aparição do judô nos jogos (não esteve no programa em 2006) e contou com a realização de 14 eventos nos dias 14 e 15 de julho de 2009.

## Calendário
| Judô      | Julho | Julho | Julho | Julho | Julho | Julho | Julho | Julho | Julho | Julho |
| Judô      | 10    | 11    | 12    | 13    | 14    | 15    | 16    | 17    | 18    | 19    |
| --------- | ----- | ----- | ----- | ----- | ----- | ----- | ----- | ----- | ----- | ----- |
| Masculino |       |       |       |       | 3     | 4     |       |       |       |       |
| Feminino  |       |       |       |       | 3     | 4     |       |       |       |       |

|  | Dia de competição |  | Dia de final |

## Medalhistas

### Masculino
| Evento                   | Ouro                   | Prata               | Bronze                               |
| ------------------------ | ---------------------- | ------------------- | ------------------------------------ |
| Até 60 kg detalhes       | BRA Filipe Kitadai     | MAC Kin Wai Wong    | nenhum                               |
| Até 66 kg detalhes       | POR Tiago Lopes        | MOZ Bruno Luzia     | ANG Laurindo Fonseca BRA Luiz Revite |
| Até 73 kg detalhes       | BRA Rodrigo Rocha      | POR Diogo Couto     | ANG Ângelo António                   |
| Até 81 kg detalhes       | BRA Nacif Elias Júnior | POR Miguel Medeiros | MOZ Micael Fumo CPV Eric Lima        |
| Até 90 kg detalhes       | BRA Filipe Oliveira    | POR Hugo Silva      | CPV Elio Santos                      |
| Até 100 kg detalhes      | BRA Carlos Honorato    | POR Casemiro Bento  | ANG António Silva                    |
| Acima de 100 kg detalhes | BRA Rafael Silva       | POR João Taveira    | ANG Dênis Oliveira                   |

### Feminino
| Evento             | Ouro                          | Prata                 | Bronze              |
| ------------------ | ----------------------------- | --------------------- | ------------------- |
| Até 48 kg detalhes | BRA Daniela Polzin            | POR Leandra Freitas   | MAC Leong Siu Pou   |
| Até 52 kg detalhes | BRA Raquel Silva              | POR Marta Santos      | MAC Vong Chi Leng   |
| Até 57 kg detalhes | BRA Mariana Barros            | POR Joana Cesario     | MAC Cheang Ka Mei   |
| Até 63 kg detalhes | BRA Mariana Silva             | POR Andréia Cavalleri | nenhum              |
| Até 70 kg detalhes | ANG Antónia de Fátima Moreira | BRA Natália Bordignon | POR Verónica Raposo |
| Até 78 kg detalhes | POR Yahima Ramirez            | BRA Claudirene Cezar  | nenhum              |
| Acima de 78 kg     | BRA Priscilla Silva           | POR Joana Costa       | nenhum              |

## Quadro de medalhas
| Ordem | País           | Medalha de ouro | Medalha de prata | Medalha de bronze | Total |
| ----- | -------------- | --------------- | ---------------- | ----------------- | ----- |
| 1     | BRA Brasil     | 11              | 2                | 1                 | 14    |
| 2     | POR Portugal   | 2               | 10               | 1                 | 13    |
| 3     | ANG Angola     | 1               | 0                | 4                 | 5     |
| 4     | MAC Macau      | 0               | 1                | 3                 | 4     |
| 5     | MOZ Moçambique | 0               | 1                | 1                 | 2     |
| 6     | CPV Cabo Verde | 0               | 0                | 2                 | 2     |
| Total | Total          | 14              | 14               | 12                | 40    |